# Halowe Mistrzostwa Europy w Lekkoatletyce 1985 – bieg na 1500 m kobiet
Bieg na 1500 metrów kobiet – jedna z konkurencji biegowych rozgrywanych podczas halowych lekkoatletycznych mistrzostw Europy w  hali Stadion Pokoju i Przyjaźni w Pireusie. Rozegrano od razu bieg finałowy 3 marca 1985. Zwyciężyła reprezentantka Rumunii Doina Melinte. Tytułu zdobytego na poprzednich mistrzostwach nie obroniła Fița Lovin z Rumunii, która tym razem zdobyła srebrny medal.

## Rezultaty

### Finał
Wystartowało 9 biegaczek.
Opracowano na podstawie materiału źródłowego.
| Miejsce | Zawodniczka             | Czas    | Uwagi |
| ------- | ----------------------- | ------- | ----- |
| 1       | Doina Melinte           | 4:02,54 | CR    |
| 2       | Fița Lovin              | 4:03,46 |       |
| 3       | Brigitte Kraus          | 4:03,64 | NR    |
| 4       | Nikolina Szterewa       | 4:05,34 |       |
| 5       | Jekatierina Podkopajewa | 4:06,79 |       |
| 6       | Elly van Hulst          | 4:08,30 |       |
| 7       | Ivana Walterová         | 4:14,80 |       |
| 8       | Mary McKenna            | 4:18,40 |       |
| 9       | Sandra Gasser           | 4:25,41 |       |